# Aarti Mann
 (mars 2019).
Si vous disposez d'ouvrages ou d'articles de référence ou si vous connaissez des sites web de qualité traitant du thème abordé ici, merci de compléter l'article en donnant les références utiles à sa vérifiabilité et en les liant à la section « Notes et références ».
Aarti Mann est une actrice américaine née le 3 mars 1978.

## Biographie
Elle est surtout connue pour sa participation à plusieurs émissions télévisées, telles que Heroes ou encore la sitcom The Big Bang Theory dans laquelle elle a joué le rôle de Priya Koothrappali, sœur de l'un des protagonistes.

## Filmographie

### Cinéma
- 2006 : The Memsahib : Mirabai
- 2006 : Monsoon : annonceuse à la radio
- 2007 : The Punching Dummy : Judy
- 2009 : Ner Tamid : Laura Mann
- 2009 : Today's Special : Henna
- 2011 : Pox : Mirabai
- 2011 : Worker Drone : Neela
- 2015 : Sharon 1.2.3. : Heather

### Télévision
- 2008 : Quarterlife (en) : Sarita (1 épisode)
- 2009 : Heroes : Shaila (1 épisode)
- 2010 : Les Feux de l'amour : le docteur (1 épisode)
- 2010-2011 : The Big Bang Theory : Priya Koothrappali (12 épisodes)
- 2012 : Leverage : Amy Palavi (1 épisode)
- 2013 : Suits, avocats sur mesure : Maria Monroe (1 épisode)
- 2015 : NCIS : Nouvelle-Orléans : Nehir (1 épisode)
- 2017 : Grey’s Anatomy : Holly Harner (1 épisode)
- 2022–2025 : The Recruit : Violet Ebner